# Пылевая плазма
Пылевая плазма (комплексная плазма) — ионизированный газ, содержащий пылинки (частицы микронных и субмикронных размеров твёрдого вещества), которые либо самопроизвольно образуются в плазме в результате различных процессов, либо вводятся в плазму извне. Пылевая плазма была впервые экспериментально получена в 20-х годах XX века, предположительно Ирвингом Ленгмюром.
Размеры частиц в ней относительно велики — от долей до сотен микрон (рекордом является 200 микрон). Расчёты равновесных свойств пылевой плазмы показывают, что её частицы могут выстраиваться в пространстве определённым образом и образовывать так называемый плазменный кристалл. Плазменный кристалл может плавиться и испаряться. Если частицы пылевой плазмы достаточно велики, то кристалл можно будет увидеть невооружённым глазом.
При охлаждении пылевой плазмы образуется осадок.
Пылевая плазма часто встречается в космосе (туманностях, планетарных кольцах, хвостах комет, а также у искусственных спутников Земли).

## История
Можно отметить следующие этапы развития представлений о пылевой плазме в хронологическом порядке:
- 1920-е годы — И. Ленгмюр впервые наблюдает пылевую плазму в лабораторных условиях;
- 1959 год — упорядоченные квазикристаллические структуры заряженных микрочастиц экспериментально реализованы в модифицированной ловушке Пауля;
- 1986 год — возможность кристаллизации пылевой подсистемы в неравновесной газоразрядной плазме была предсказана Икези;
- конец 1980-х — изучение зарядки пыли, распространения электромагнитных волн, их затухания и неустойчивости применительно к пылевой плазме в космосе;
- начало 1990-х — изучение пылевой плазмы с целью уменьшения или предотвращения негативных эффектов пылевых частиц, образующихся в установках плазменного напыления и травления;
- 1994 год — группой Института внеземной физики им. М. Планка (Гархинг, Германия) в лабораторных условиях был впервые получен плазменно-пылевой кристалл, который они наблюдали в высокочастотном емкостном разряде;
- 1996 год — группой Института высоких температур (Москва, Россия) плазменно-пылевой кристалл получен в тлеющем разряде постоянного тока;
- 1998 год — группой Института высоких температур проведены первые эксперименты с пылевой плазмой в условия микрогравитации, проведенные на борту орбитального комплекса «Мир»;
- 2001 год — группа Института высоких температур и группа Института внеземной физики им. М. Планка совместно запустили космическую лабораторию «Плазменный кристалл» на Международной космической станции[2][3][4].

## Механизм пылевой плазмы
Пылевые образования наблюдались в разных типах плазмы: газоразрядная плазма, термическая плазма, ядерно-возбуждаемая плазма. Во всех случаях главной причиной образования пылевых структур является электрический заряд. Пылевые частицы заряжаются в плазме по разным причинам в зависимости от типа плазмы. В газоразрядной плазме пылинки, как правило, заряжаются отрицательно в связи с тем, что электроны гораздо подвижней ионов, и их поток на частицу намного больше. Их заряд может быть и положительным из-за ультрафиолетового облучения частиц и, как результат, фотоэлектронной эмиссии с поверхности частицы. В термической плазме заряд частиц может быть и положительным из-за термоэлектронной эмиссии с поверхности частицы, и отрицательным из-за потока электронов на пылинки. В ядерно-возбуждаемой плазме поток электронов тоже может зарядить частицу отрицательно, но вторичная электронная эмиссия может изменить знак заряда на противоположный.
Заряженные частицы, взаимодействуя друг с другом и с электрическими полями в плазме, при определенных условиях зависают в некоторой области, образуя трехмерные пылевые структуры, аналогичные решетчатой структуре кристаллических материалов и характеризуются постоянной решётки, составляющей, в отличие от параметра обычных кристаллов, доли миллиметра, что позволяет наблюдать их невооруженным глазом.